# بارو (خواننده)
چا سون-وو (کره‌ای: 차선우؛ زادهٔ ۵ سپتامبر ۱۹۹۲)، که بیشتر با نام هنری بارو (انگلیسی: Baro) شناخته می‌شود، رپر، خواننده، ترانه‌سرا و بازیگر اهل کره جنوبی است. او یکی از اعضای گروه B1A4 است و در حال حاضر زیر نظر کمپانی هودو اند یو انترتینمنت است.

## اوایل زندگی
بارو زادهٔ گوانگجو، کره جنوبی در ۵ سپتامبر ۱۹۹۲ است و یک خواهر کوچکتر که چهارسال از او جوانتر است، دارد.